# Sindaco di Valencia
Il sindaco di Valencia è la massima autorità politica del Comune di Valencia. Dalla sua fondazione nel 1840, Valencia ha avuto un totale di 49 sindaci, compreso quello attuale, María José Catalá Verdet.
Secondo la "Ley Orgánica 5/1985", del 19 giugno, del "Régimen Electoral General" (attualmente in vigore) il sindaco è eletto dalla corporazione municipale dei consiglieri, che a loro volta sono eletti a suffragio universale dai cittadini di Valencia con diritto di voto, attraverso elezioni comunali che si tengono ogni quattro anni. Nella stessa seduta di costituzione della società si procede all'elezione del sindaco e possono essere candidati tutti i consiglieri che presiedono le liste corrispondenti. Viene eletto il candidato che ottiene la maggioranza assoluta dei voti. Se nessuno di loro ottiene questa maggioranza, viene proclamato sindaco il consigliere che guida la lista più votata.

## Sindaci storici (per mandato)

### Regno di Isabella II (1843-1868)
È inclusa la fase di Reggenza di Baldomero Espartero (1840-1843).
| Periodo   | Sindaco                                                      | Partito politico         |
| --------- | ------------------------------------------------------------ | ------------------------ |
| 1840-1843 | Domingo Mascarós Vicente                                     | Partido Progresista      |
| 1843-1847 | José Campo Pérez-Arpa y Vela, marchese di Campo              | Partido Liberal Moderado |
| 1850-1852 | Vicente de la Encina y Falcó                                 |                          |
| 1858      | Ildefonso Díez de Rivera y Valeriola, IV Condte di Almodóvar |                          |
| 1861-1864 | Francisco Brotons Vives                                      |                          |

### Sessennio democratico (1868-1874)
Il periodo comprende la fase del Governo Provvisorio (1868-1871), il Regno di Amedeo I (1871-1873) e la Prima Repubblica spagnola (1873-1874).
| Periodo   | Sindaco                          | Partito politico                        |
| --------- | -------------------------------- | --------------------------------------- |
| 1868      | Juan Piñol Verges                | Partido Progresista                     |
| 1869      | José Antonio Guerrero Ludeña     | Partido Progresista Demócrata           |
| 1869-1870 | Juan Piñol Verges (ad interim)   | Partido Progresista                     |
| 1870-1871 | Vicente Urgellés                 | Partido Republicano Democrático Federal |
| 1872-1873 | Francisco de Paula Gras Mirabell |                                         |
| 1874      | Nicolás García Caro              |                                         |
| 1874      | Francisco Rodríguez Trelles      |                                         |

### Restaurazione Borbonica (1874-1931)
Questa fase comprende il Regno di Alfonso XII (1874-1885), la reggenza della Regina consorte María Cristina d'Asburgo (1885-1902) e il Regno di Alfonso XIII (1902-1931), nonché la Dittatura di Miguel Primo de Rivera (1923-1930) e la Dittatura transitoria di Dámaso Berenguer y Juan Bautista Aznar (1930-1931).
| Periodo   | Sindaco                                                                          | Partido politico | Partido politico             |
| --------- | -------------------------------------------------------------------------------- | ---------------- | ---------------------------- |
| 1875      | Ildefonso Díez de Rivera y Valeriola, IV Conte di Almodóvar                      |                  |                              |
| 1876-1877 | Elías Martínez Gil                                                               |                  |                              |
| 1878      | José de Navarrete y Bergadá, II Marchese del Tremolar                            |                  |                              |
| 1879-1880 | Vicente Pueyo Ariño                                                              |                  |                              |
| 1881      | José Busutil Barberá                                                             |                  | Partido Progresista          |
| 1881-1883 | José María Sales Reig                                                            |                  |                              |
| 1884      | José María Ruiz de Lihory y Pardines, Barone di Alcalalí y Mosquera              |                  | Partido Liberal Conservador  |
| 1885      | José Iranzo Presencia                                                            |                  | Partido Liberal              |
| 1886      | Manuel Sapiña Rico                                                               |                  | Partido Liberal              |
| 1886-1887 | José María Sales Reig                                                            |                  |                              |
| 1888      | Vicente Alcayde Armengol                                                         |                  |                              |
| 1889      | Ramón Mata Crespo                                                                |                  |                              |
| 1890      | Vicente Salas Quiroga                                                            |                  |                              |
| 1890      | José Sanchís Pertegás                                                            |                  |                              |
| 1894-1895 | Joaquín Reig y Bigné                                                             |                  |                              |
| 1895      | Froilán Salazar Vives                                                            |                  |                              |
| 1897      | Juan Dorda Morera                                                                |                  |                              |
| 1897      | Elías Martínez Gil                                                               |                  |                              |
| 1892      | Eduardo Berenguer Vilanova                                                       |                  |                              |
| 1892      | Juan Busutil Montón                                                              |                  |                              |
| 1893      | Manuel Zabala Urdaniz                                                            |                  |                              |
| 1894      | Joaquín Reig Bigné                                                               |                  |                              |
| 1895      | Froilán Salazar Rives                                                            |                  |                              |
| 1895      | Vicente Mariano Noguera y Aquiavera Sotolongo y Arahuete, IV Marchese di Cáceres |                  |                              |
| 1896      | Joaquín Santoja Lisbona                                                          |                  |                              |
| 1897      | Francisco Martínez Bertomeu                                                      |                  |                              |
| 1899      | Pascual Guzmán Pajarón                                                           |                  |                              |
| 1899      | Juan Dorda Morera                                                                |                  |                              |
| 1900      | José Montesinos Checa                                                            |                  | Partido Liberal Conservador  |
| 1901      | José Igual Torres                                                                |                  | Partido Liberal              |
| 1902-1903 | José Montesinos Checa                                                            |                  | Partido Liberal Conservador  |
| 1903-1904 | Francisco Maestre Laborde-Boix, conte di Salvatierra de Álava                    |                  | Partido Liberal Conservador  |
| 1904-1905 | Miguel Polo Gil                                                                  |                  | Partido Liberal Conservador  |
| 1906-1907 | José Sanchís Bergón                                                              |                  | Partido Liberal              |
| 1907      | José Martínez Aloy                                                               |                  | Partido Liberal Conservador  |
| 1907-1909 | José Maestre Laborde-Boix                                                        |                  | Partido Liberal Conservador  |
| 1910      | Pedro Aliaga Millán                                                              |                  | Partido Liberal              |
| 1910-1911 | Ernesto Ibáñez Rizo                                                              |                  | Partido Liberal              |
| 1911-1912 | Luis Bermejo Vida                                                                |                  | Partido Liberal              |
| 1912-1913 | Fernando Ibáñez Payés                                                            |                  | Partido Liberal              |
| 1913-1915 | Francisco Maestre Laborde-Boix, conte di Salvatierra de Álava                    |                  | Partido Liberal Conservador  |
| 1916-1917 | Fidel Gurrea Olmos                                                               |                  | Partido Liberal              |
| 1917      | José Mira Meseguer                                                               |                  | Partido de Unión Republicana |
| 1918-1919 | Faustino Valentín Torrejón                                                       |                  | Partido de Unión Republicana |
| 1919      | Mariano Cuber Sagols                                                             |                  | Partido de Unión Republicana |
| 1919-1920 | Juan Bort Olmos                                                                  |                  | Partido de Unión Republicana |
| 1922-1923 | José María Albors Brocal                                                         |                  | Partido Liberal Conservador  |
| 1923      | Juan Artal Ortells                                                               |                  | Partido Liberal              |
| 1923-1924 | Juan Avilés Arnau                                                                |                  | Unión Patriótica             |
| 1924-1927 | Luis Oliag Miranda                                                               |                  | Unión Patriótica             |
| 1927-1930 | Carlos Sousa Álvarez de Toledo                                                   |                  | Unión Patriótica             |
| 1930-1931 | José Maestre Laborde-Boix                                                        |                  | Unión Patriótica             |

### Seconda Repubblica spagnola (1931-1939)
È incluso il periodo della Guerra Civile (1936-1939).
| Periodo   | Nome del sindaco                             | Partito politico | Partito politico  |
| --------- | -------------------------------------------- | ---------------- | ----------------- |
| 1931      | Vicente Marco Miranda                        |                  | PURA - PRR        |
| 1931      | Agustín Trigo Mezquita                       |                  | PURA - PRR        |
| 1931-1932 | Vicente Alfaro Moreno                        |                  | PURA - PRR        |
| 1932-1934 | Vicente Lambies Grancha                      |                  | PURA - PRR        |
| 1934-1936 | Manuel Gisbert Rico                          |                  | CEDA (PURA - PRR) |
| 1936      | José Olmos Burgos                            |                  | CEDA (PURA - PRR) |
| 1936-1937 | José Cano Coloma                             |                  | FP (IR)           |
| 1937-1939 | Domingo Torres Maeso                         |                  | CNT               |
| 1938-1939 | Manuel Pérez Feliu (en funciones hasta 1939) |                  | CNT               |

### Dittatura di Francisco Franco (1939-1979)
Poiché la vittoria di Franco sulla città avvenne dopo la promulgazione del Decreto di Unificazione, tutti i sindaci della dittatura furono strutturati secondo il Movimento Nazionale, sebbene ogni consigliere potesse appartenere all'una o all'altra famiglia da cui appartenevano. È compreso il periodo della Transizione (1975-1979), fino alle prime elezioni democratiche dopo la dittatura.
| Periodo   | Nome del sindaco                                                  | Partito politico | Partito politico  | Appartenenza        |
| --------- | ----------------------------------------------------------------- | ---------------- | ----------------- | ------------------- |
| 1939      | Francisco Londres Alfonso (interino)                              |                  | FET y de las JONS | Tradicionalista     |
| 1939-1943 | Joaquín Manglano y Cucaló de Montull, barón de Llaurí y de Cárcer |                  | FET y de las JONS | Tradicionalista     |
| 1943-1947 | Juan Antonio Gómez Trénor, conde de Trénor                        |                  | FET y de las JONS | Militar aristócrata |
| 1947-1951 | José Manglano Selva                                               |                  | FET y de las JONS | Monárquico          |
| 1951-1955 | Baltasar Rull Villar                                              |                  | FET y de las JONS | Indeterminado       |
| 1955-1958 | Tomás Trénor Azcárraga, II marqués del Turia                      |                  | FET y de las JONS | Monárquico          |
| 1958-1969 | Adolfo Rincón de Arellano García                                  |                  | FET y de las JONS | Falangista          |
| 1969-1973 | Vicente López Rosat                                               |                  | FET y de las JONS | Falangista          |
| 1973-1976 | Miguel Ramón Izquierdo                                            |                  | FET y de las JONS | Regionalista        |
| 1976      | Antonio Soto Bisquert                                             |                  | FET y de las JONS | Indeterminado       |
| 1976-1979 | Miguel Ramón Izquierdo                                            |                  | FET y de las JONS | Regionalista        |

Fino al 1 agosto 2012, il dittatore Francisco Franco era sindaco onorario della città.

### Elenco dei sindaci dalle elezioni democratiche del 1979
| Periodo   | Nome del sindaco             | Partito politico | Partito politico |
| --------- | ---------------------------- | ---------------- | ---------------- |
| 1979      | Fernando Martínez Castellano |                  | PSOE             |
| 1979-1988 | Ricard Pérez Casado          |                  | PSOE             |
| 1988-1991 | Clementina Ródenas Villena   |                  | PSOE             |
| 1991-1995 | María Rita Barberá Nolla     |                  | PP               |
| 1995-1999 | María Rita Barberá Nolla     |                  | PP               |
| 1999-2003 | María Rita Barberá Nolla     |                  | PP               |
| 2003-2007 | María Rita Barberá Nolla     |                  | PP               |
| 2007-2011 | María Rita Barberá Nolla     |                  | PP               |
| 2011-2015 | María Rita Barberá Nolla     |                  | PP               |
| 2015-2019 | Joan Ribó Canut              |                  | Compromís        |
| 2019-2023 | Joan Ribó Canut              |                  | Compromís        |
| 2023-     | María José Catalá Verdet     |                  | PP               |